# مختبر فيزياء البلازما (ساسكاتشوان)
مختبر فيزياء البلازما تم إنشاء مختبر فيزياء البلازما في جامعة ساسكاتشوان في عام 1959.

## المرافق
يوجد توكاماك صغير (نصف القطر الكبير = 46 سم  ونصف قطر الصغير = 12,5 سم) مصمم لدراسة تسخين البلازما حيث انه قادر على تفريغ البلازما من 30 إلى 40 مل في الثانية مع مجال مغناطيسي حلقي يتراوح بين 0,5 و 1 تسلا وتيار بلازما يتراوح بين 20 و 50 كيلو أمبير.